# Talsperre Vega de Tera
Die Talsperre Vega de Tera in der Provinz Zamora in Kastilien-León (Spanien) ist die zweite von insgesamt fünf Talsperren am Río Tera.

## Staumauer
Die Mitte der 1950er Jahre mit gemauerten Pfeilern und einer Betonwand an der Wasserseite erbaute Staumauer war eine Pfeilerstaumauer (Pfeilerkopfstaumauer). Sie war in einer Höhenlage von 1500 msnm auf Fels (Gneis) gegründet. Die Einweihung fand am 25. September 1956 statt. Die Mauer war etwa 33 Meter hoch, 250 Meter lang und hatte einen Speicherraum von 7,3 Mio Kubikmetern.

## Unglück

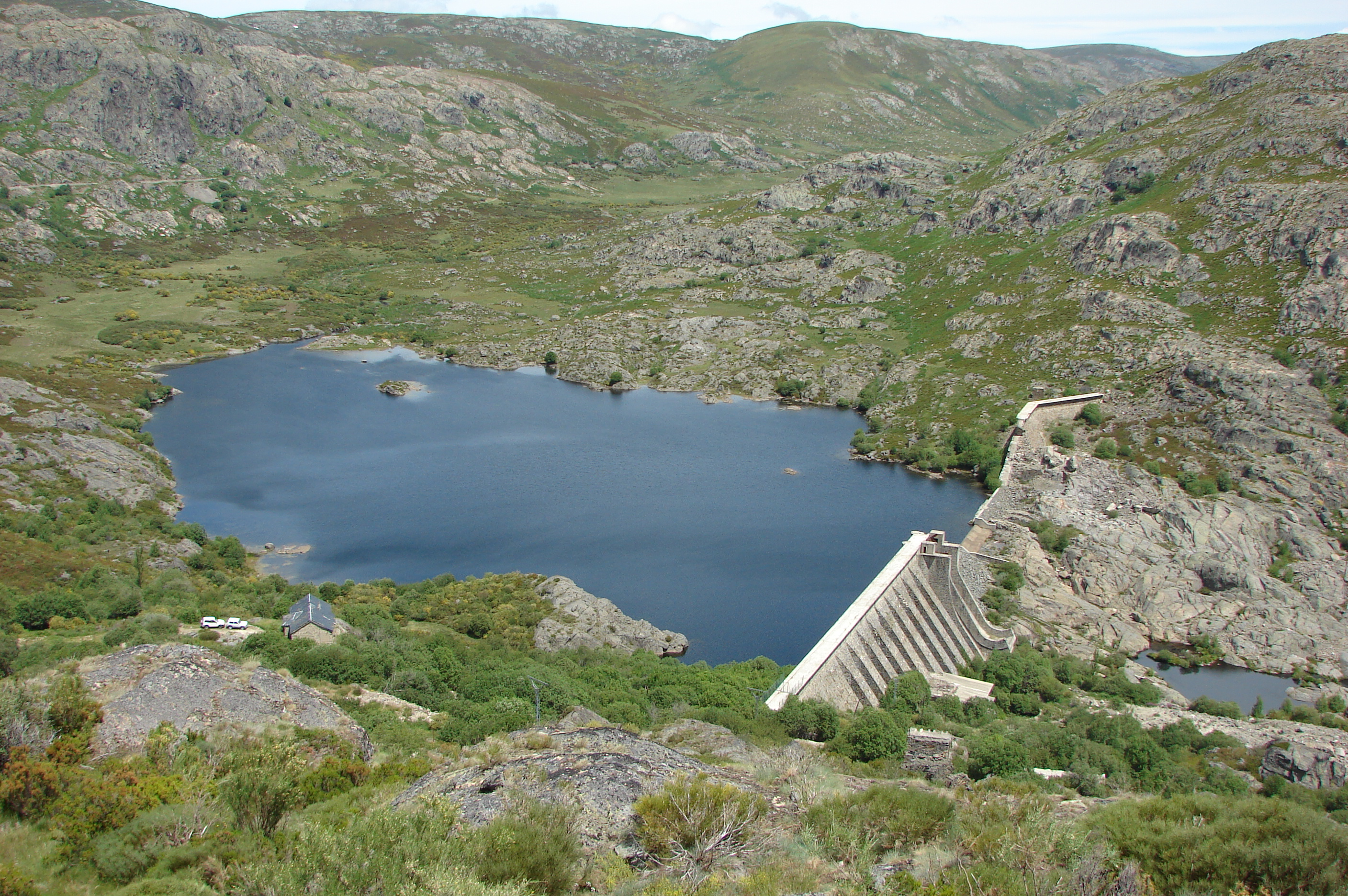
Rest des Stausees und halbzerstörte Staumauer

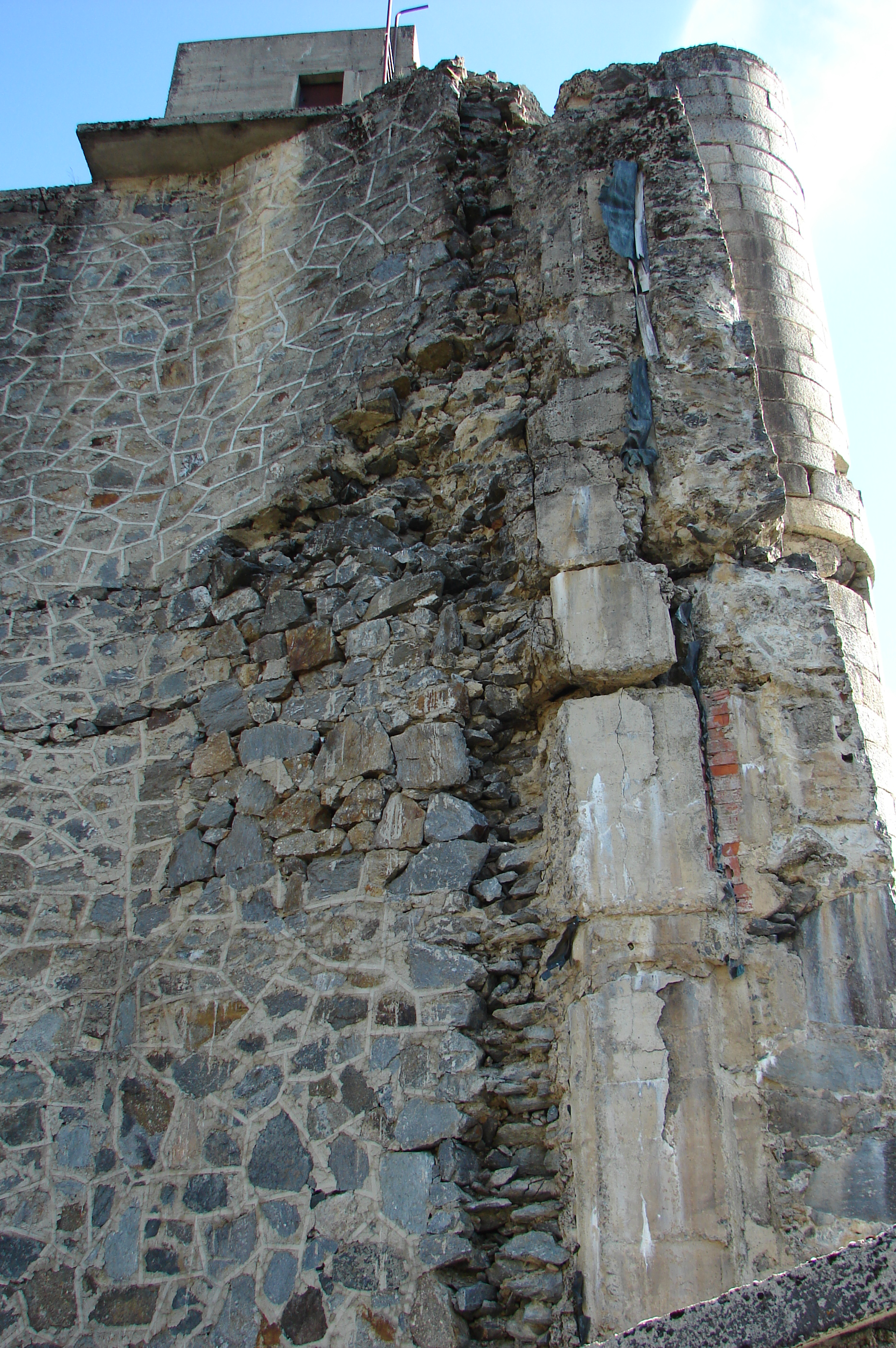
Bruchstelle der Staumauer

Der südöstliche Teil der Staumauer brach durch strukturelles Versagen des Bauwerks beim allmählichen Wasserstau in der Nacht vom 8. auf den 9. Januar 1959 etwa um Mitternacht. Nach dem Bruch stürzte eine Flutwelle von mehr als sieben Millionen Kubikmetern Wasser aus der randvoll gefüllten Talsperre den Rio Tera hinab und erreichte nach sechs Kilometern den Ort Ribadelago (1007 msnm), der zum größten Teil überflutet wurde. Im Ort stand das Wasser kurzzeitig etwa fünf Meter hoch; nur einige höhergelegene Häuser blieben von der nächtlichen Katastrophe verschont. Der Wasserspiegel des anderthalb Kilometer weiter südöstlich gelegenen Lago de Sanabria stieg um 2,60 Meter an. 144 Menschen starben, doch nur 28 Leichen konnten geborgen werden; die meisten blieben unter ihren eingestürzten Häusern und dem von der Flutwelle mitgeführtem Geröll und Schlamm verschüttet.
Wie sich später herausstellte, hatte man die Elastizität des Untergrundes falsch eingeschätzt. Die Gründung wurde nicht beschädigt – trotzdem wurde die Staumauer nicht wieder repariert; heute staut sich dort noch immer ein kleiner See.
Der materielle Schaden betrug 87 Millionen Peseten; davon wurden später 12 Millionen durch Spenden getragen. Der Ort Ribadelago Nuevo wurde etwa anderthalb Kilometer weiter südlich neu errichtet, doch lebt heute etwa die Hälfte der ca. 100 Einwohner wieder im alten Ort. Der Schadensfall führte zu einer Überarbeitung der Talsperren-Vorschriften in Spanien – trotzdem brach 1982 die Tous-Talsperre bei Valencia.